# Pachydactylus kochii
Pachydactylus kochii — вид геконоподібних ящірок родини геконових (Gekkonidae). Ендемік Намібії. Півд названий на честь південноафриканського ентомолога Чарлза Коха.

## Опис
Довжина Pachydactylus kochii (без врахування хвоста) становить 4-5 см. Тіло струнке. Верхня частина тіла має переважно сірувате забарвлення з лавандовим відтінком, на спині п'ять червонувато-коричневих поперечних смуг. Нижня частина тіла біла.

## Поширення і екологія
Pachydactylus kochii мешкають в пустелі Наміб, від річки Уніаб в районі Берега Скелетів на південь до річки Куйсеб. Вони живуть в гравійних і піщаних пустелях, а також в сухих саванах на сході ареалу. Гекони ховаються в норах, зроблених скорпіонами, павуками або геконами з роду Ptenopus. Шукають їжу на землі, особливо активні холодними туманними ночами. Відкладають яйця.